# Alfred Muzzarelli
Alfred Muzzarelli (27 tháng 2 năm 1890 - 5 tháng 5 năm 1958) là một nghệ sĩ bass-baritone thuộc thể loại opera người Áo.

## Cuộc đời
Ông sinh ra ở Wiener Neustadt, là con trai của một gia đình gắn bó với sân khấu qua nhiều thế hệ, Muzzarelli theo học trường trung học phổ thông ở Wiener Neustadt, nơi anh trở thành thành viên của Pennale Fraternity Nibelungia. Ông học hóa học ở Vienna. Trong thời gian học tập, ông trở thành thành viên của Wiener Burschenschaft Libertas vào năm 1911. Ông đã được đào tạo về âm nhạc tại Wiener Musikakademie. Từ năm 1919 cho đến cuối đời, ông đã đính hôn tại Wiener Staatsoper. Ông cũng biểu diễn tại Liên hoan Salzburg trong vài năm.
Muzzarelli qua đời ở Schruns ở tuổi 68.